# 加冕岩
N165，即加冕（Coronation）岩石是位于火星盖尔撞击坑中“好奇号”漫游车布雷德伯里着陆场附近，埃奥利斯沼表面的一块岩石，它的“大致”位置坐标为： 4°35′S 137°26′E / 4.59°S 137.44°E。
2012年8月19日，这块岩石成为火星车上激光仪器-化学相机的首个目标，该台仪器可用激光和光谱仪分析远处的目标。推特为这块岩石创建了一个订阅源，并对它的经历进行了拟人化描述。其帖子包括以幽默为主题的社交互动和火星内容，比如“你知道我出生在火山吗？像我这样的玄武岩来自熔岩。这就是为何我们称它为“奥林帕斯妈妈”。
在火星上首次使用激光的主要目的是为了测试该台仪器的性能特点，而选择这块岩石则是因为它靠近火星车，而非本身有任何特定的科学价值。这块石头在10秒内被激光照射了30次，任务调查人员在激光发射前认为，这块岩石是一块玄武岩，这一点得到了初步结果的证实，化学相机团队报告了与预期相符的结果。在应用于火星上之前，他们使用这种仪器的时间已超过八年。

## 图集

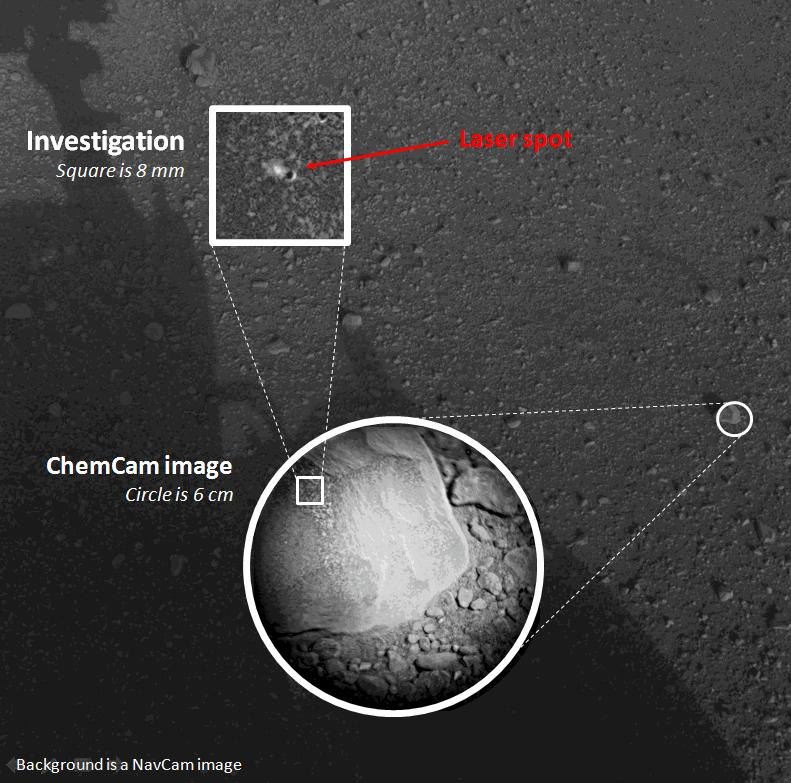
2012年8月19日，“好奇号”火星车上的化学相机在火星“N165”岩石上进行首次激光测试。
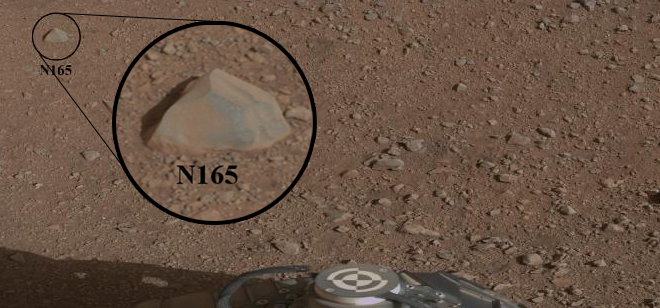
火星上的“加冕”岩石是“好奇号”漫游车上化学相机激光分析仪的第一个目标（2012年8月19日）。
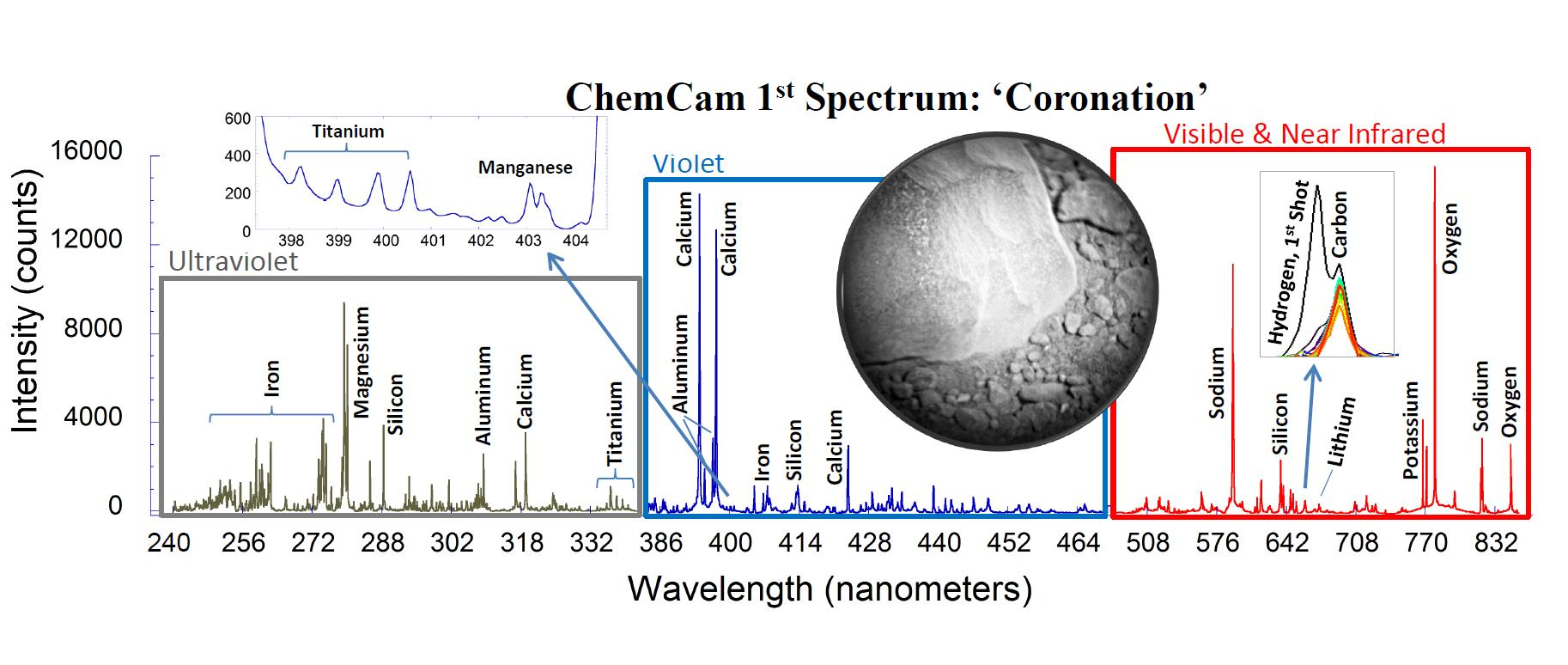
来自“好奇号”漫游车上化学相机的首幅化学元素激光光谱（2012年8月19日，加冕岩石）。

## 另请查看
- 埃俄利斯区
- 火星地质
- 火星岩石列表